# SAI Ambrosini Super S.7
Il SAI Ambrosini Super S.7 fu un aereo da addestramento monomotore, monoplano ad ala bassa sviluppato dall'azienda aeronautica Società Aeronautica Italiana Ambrosini nei primi anni cinquanta e rimasto allo stadio di prototipo.
Estrema ed ultima evoluzione dell'originario S.7 progettato dall'ingegnere Sergio Stefanutti e destinato al mercato sia dell'aviazione generale che a quello militare, non venne avviato alla produzione in serie, tuttavia fu utilizzato in alcune manifestazioni aeree e competizioni aeronautiche stabilendo un primato mondiale di velocità per la categoria.

## Storia del progetto
Questo monoplano da addestramento rappresenta una versione più potente del precedente velivolo S.7, dal quale differisce per il propulsore in grado di sviluppare una maggiore potenza. Questi aerei sviluppati dall'ing. Stefanutti furono tra i primi modelli a montare ali a profilo laminare, in grado di garantire prestazioni di volo più spinte, nonostante la necessità di un pilotaggio più attento.

## Tecnica
Monoplano da addestramento ad ala bassa montata a sbalzo, monomotore. L'ala, in un pezzo unico, presenta un profilo laminare ed ha una struttura costituita da due longheroni lungo tutta l'ala ed un terzo longherone limitato alla parte centrale, in corrispondenza delle gambe del carrello; gli alettoni e gli ipersostentatori, entrambi in legno, sono attaccati ad un falso longherone posto in corrispondenza del bordo di uscita dell'ala. La fusoliera è interamente in legno, con una conformazione a guscio, e rivestita di compensato intelato; l'ossatura è costituita da quattro travi che sostengono ordinate e correnti; le ultime due ordinate in coda costituiscono il longherone che forma la deriva. Gli impennaggi comprendono, oltre alla deriva integrata alla fusoliera, anche due piani stabilizzatori costituiti da un unico pezzo, di concezione simile all'ala. L'abitacolo è dotato di una copertura ampiamente finestrata, apribile da entrambi i lati; il seggiolino del pilota è realizzato in lega leggera. Il velivolo è equipaggiato con un motore de Havilland Gipsy Queen da 340 CV che muove un'elica tripala; tre serbatoi alari servono per contenere il carburante. Il carrello è costituito da un triciclo posteriore in cui le ruote anteriori, poste sotto l'ala, sono retrattili con rotazione verso l'interno e dotate di ammortizzatori oleo-pneumatici, mentre il ruotino posteriore orientabile è carenato ma non retrattile. L'aeroplano infine presenta una verniciatura grigia metallizzata, con una fascia verde nella parte anteriore.

## Impiego operativo
L'esemplare posseduto dal Museo della Scienza e della Tecnologia "Leonardo da Vinci" è il primo dei due prototipi realizzati, il quale, pilotato da Guidantono Ferrari, si classificò primo assoluto nella Daily Espress Air Race di Brighton nell'agosto del 1952 e conquistò il primato mondiale di velocità a Roma il 3 dicembre 1953 con 419,482 km/h.

## Utilizzatori
Italia
- Aeronautica Militare